# Jay Matternes
Jay Howard Matternes (* 14. April 1933 in Corregidor, Philippinen) ist ein US-amerikanischer Wildtiermaler und Paläokünstler. Sein Hauptaugenmerk gilt fossilen Säugetieren des Känozoikums sowie Menschenaffen.

## Leben
Matternes wurde 1933 auf der philippinischen Insel Corregidor geboren, wo sein Vater, ein Arzt und Chirurg im United States Army Medical Corps, stationiert war. Anschließend zog die Familie in die Nähe von Aurora, Colorado, wo sein Vater eine Stelle im Fitzsimons Army Hospital erhielt. Kurz vor Ausbruch des Zweiten Weltkriegs wurden sie in eine US-amerikanische Enklave in der Panamakanalzone versetzt. Während des Krieges, als sein Vater in Übersee diente, lebten Matternes, seine Mutter und sein Bruder in Lancaster, Pennsylvania, bei seinem Großvater mütterlicherseits. Während seiner Kindheit wurde seine Leidenschaft für das Zeichnen von Tieren geweckt, wobei er von Charles R. Knight inspiriert wurde. Seine ersten Besuche im American Museum of Natural History und im Bronx Zoo im Jahr 1946 bestärkten ihn in seinem Bestreben, Tiermaler zu werden. Die Familie zog dann nach Fort Lewis, Washington, wo sie bis 1949 lebte.
Sein Vater nahm ein Sabbatical beim Militär, um am Krankenhaus der University of Pennsylvania zu arbeiten, was einen Umzug der Familie nach Philadelphia zur Folge hatte. Im Verlauf seiner Highschool-Zeit besuchte Matternes regelmäßig die Academy of Natural Sciences sowie den Philadelphia Zoo und fertigte zahlreiche Skizzen an, insbesondere von Affen, aber auch von anderen Säugetieren. Selbst während der Unterrichtsstunden erstellte er kleine Skizzen von Affenfüßen oder -gesichtern, die er beobachtet hatte und die ihm im Gedächtnis blieben. Als während seines letzten Schuljahrs der Koreakrieg begann, wurde sein Vater nach Japan versetzt, während der Rest seiner Familie erneut in Lancaster verblieb.
In der Folgezeit erregten die Zeichnungen von Matternes das Interesse von Wallace Richards, von 1949 bis 1953 Direktor des Carnegie Museum of Natural History, der mit der Richard King Mellon Foundation in Verbindung stand.
Zur damaligen Zeit war Richard King Mellon ein einflussreicher Mäzen für Museen. Das American Museum of Natural History unterstützte er mit Fördermitteln für mehrere Dioramen in der Halle für nordamerikanische Säugetiere. Die Mellon Foundation gewährte Matternes ein vierjähriges Vollstipendium für das College of Fine Arts am Carnegie Institute of Technology (heute als Carnegie Mellon University bekannt), wo er 1955 den Bachelor of Fine Arts erlangte. Seine Aufgaben umfassten sowohl eine Teilzeitarbeit im Carnegie Museum of Natural History während des Studienjahres als auch eine Vollzeitarbeit in den Sommermonaten im Atelier des US-amerikanisch-österreichischen Künstlers Ottmar von Fuehrer (1896–1967). Im Sommer nach seinem ersten Studienjahr wurde ihm vom Museum eine einmonatige Freistellung gewährt, als er ein Stipendium für die Yale Norfolk School of Art in Connecticut erhielt.
Matternes legte seinen Fokus auf eine Karriere als Künstler im Museumsbereich. Nach dem Abschluss am Carnegie Institute of Technology wechselte er zum Cleveland Museum of Natural History. Dort führte er seine ersten Präparationsarbeiten in Zusammenarbeit mit James R. Skelly durch, dem Kurator der Sammlungen, der einen bedeutenden Einfluss auf die frühe künstlerische Entwicklung von Matternes hatte. Für ihre Präparationen verwendeten Skelly und Matternes verendete Tiere aus dem Cleveland Metroparks Zoo, die sie im Cleveland City Hospital abholten.
Während seiner Zeit in Cleveland erhielt Matternes den Auftrag, die Hintergründe mehrerer Dioramen im National Museum of Natural History der Smithsonian Institution in Washington, D.C. zu gestalten. Eines der Hintergrundbilder, die er dort anfertigte, hatte die Everglades als Thema, weshalb er nach Florida reiste, um in den Feuchtgebieten, den sogenannten Hammocks, Skizzen mit Ölfarben anzufertigen. Dieses Diorama wurde 1961 vollendet. Er schuf auch die Hintergründe für das Bison-Diorama und die Grizzlybären im Smithsonian, die 1956 fertiggestellt und später zerstört wurden.
Ab 1958 leistete er für zwei Jahre seinen Militärdienst in der Army Exhibit Unit in der Cameron Station in Alexandria, Virginia, wo er mit anderen professionellen Künstlern in Kontakt kam.
Abends studierte er fossile Knochen von Säugetieren aus dem Känozoikum, um die Tiere für seine vier Wandbilder in der Smithsonian Institution über das Zeitalter der Säugetiere zu rekonstruieren: Eozän, Oligozän, Miozän und Pliozän. Später fügten er und sein Team zwei weitere hinzu, die im späten Pleistozän angesiedelt sind: die Fauna der Hagerman Fossil Beds in Idaho und eine Tundra-Szene in Alaska mit ausgestorbenen Säugetieren aus den Fairbanks Muck. Unterhalb der fossilen Schicht aus gefrorenem Dreck befinden sich goldhaltige Ablagerungen, die zahlreiche Überreste von Säugetieren der späten Eiszeit wie Mammute, Löwen, Faultiere und Kamele enthalten. Aufgrund dieser Wandgemälde, die er in der Smithsonian Institution angefertigt hatte, erhielt er vom Time Life Verlag die Anfrage, einige Illustrationen für ein Buch über Südamerika zu erstellen, das 1964 unter dem Titel The Land and Wildlife of South America erschien. 1965 illustrierte er das Buch Early Man von Francis Clark Howell und 1967 das Werk My Friends The Wild Chimpanzees von Jane Goodall und Hugo van Lawick.
Mit dem Paläoanthropologen Louis S. B. Leakey arbeitete Matternes an einem Buch über die Tiere Ostafrikas, das 1969 unter dem Titel Animals of East Africa: The Wild Realm bei der National Geographic Society erschien.
In den 1990er Jahren entwarf Matternes ein großes Wandgemälde über die Evolution der Primaten für das American Museum of Natural History, das sich in der Hall of Human Origins befindet.
Am 2. Oktober 2009 widmete die Zeitschrift Science eine vollständige Ausgabe der Entdeckung und Rekonstruktion von Ardi, einem 4,4 Millionen Jahre alten Fossil der Hominiden-Art Ardipithecus ramidus aus der Afar-Region in Äthiopien. Matternes’ Porträt von Ardi auf der Titelseite und die Ganzkörper-Rekonstruktion im Innenteil des Magazins fanden weltweite Beachtung. Die Fachzeitschrift Time stufte die Entdeckung und Analyse von Ardi als bedeutendste wissenschaftliche Veröffentlichung des Jahres ein. Matternes arbeitete elf Jahre lang mit Unterbrechungen an der Erstellung eines genauen Bildes von Ardi, wobei seine wichtigsten Mitarbeiter die Paläoanthropologen C. Owen Lovejoy, Gen Suwa in Tokio und Tim D. White waren.
Matternes’ Werke befinden sich in über dreizehn großen Museen und in Privatsammlungen der Vereinigten Staaten sowie in Kenia.

### Freundschaft mit Dian Fossey
Matternes verband eine enge Freundschaft mit der Primatologin und Berggorilla-Schützerin Dian Fossey. 1968 besuchte er zum ersten Mal das Karisoke Research Center in Ruanda. 1969 entstand dort das Aquarell Mid-Morning Rest, das die Wand von Dian Fosseys Forschungshütte schmückte. Im September 1974 reiste er erneut nach Ruanda, wo er zahlreichen Skizzen von freilebenden Berggorillas im Wald anfertigte. 1983 illustrierte er Fosseys Buch Gorillas in the Mist.